# Punctileptops amboimensis
Punctileptops amboimensis là một loài tò vò trong họ Ichneumonidae.